# کته گلد

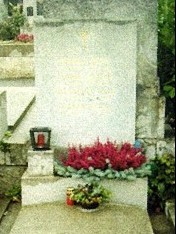
قبر کته گلد

کته گلد (انگلیسی: Käthe Gold؛ ۱۱ فوریهٔ ۱۹۰۷ – ۱۱ اکتبر ۱۹۹۷) یک هنرپیشه اهل اتریش بود.